# Temporada 2013 del Campeonato Mundial de Superbikes
La Temporada 2013 del Campeonato Mundial de Superbikes fue la 26ª temporada del Campeonato del Mundo de Superbikes. Comenzó el 24 de febrero en Phillip Island y terminó el 20 de octubre en el Circuito de Jerez después de 14 rondas. Tom Sykes se coronó campeón del Mundo de Superbikes en 2013, después de asegurarse el tercer lugar de la carrera 1 en Jerez.

## Pilotos y equipos
| Parrilla 2013                 | Parrilla 2013 | Parrilla 2013          | Parrilla 2013 | Parrilla 2013       | Parrilla 2013 |
| Equipo                        | Constructor   | Moto                   | No.           | Piloto              | Rondas        |
| ----------------------------- | ------------- | ---------------------- | ------------- | ------------------- | ------------- |
| Fixi Crescent Suzuki          | Suzuki        | Suzuki GSX-R1000       | 2             | Leon Camier         | 1–11, 14      |
| Fixi Crescent Suzuki          | Suzuki        | Suzuki GSX-R1000       | 16            | Jules Cluzel        | Todas         |
| Fixi Crescent Suzuki          | Suzuki        | Suzuki GSX-R1000       | 52            | Vincent Philippe    | 13            |
| Fixi Crescent Suzuki          | Suzuki        | Suzuki GSX-R1000       | 79            | Blake Young         | 12            |
| Team Pedercini                | Kawasaki      | Kawasaki ZX-10R        | 5             | Alexander Lundh     | 1–3, 5–7      |
| Team Pedercini                | Kawasaki      | Kawasaki ZX-10R        | 8             | Mark Aitchison      | 9–14          |
| Team Pedercini                | Kawasaki      | Kawasaki ZX-10R        | 23            | Federico Sandi      | Todas         |
| Team Pedercini                | Kawasaki      | Kawasaki ZX-10R        | 25            | Lorenzo Savadori    | 8             |
| Team Pedercini                | Kawasaki      | Kawasaki ZX-10R        | 32            | Fabrizio Lai        | 4             |
| Team Ducati Alstare           | Ducati        | Ducati 1199 Panigale R | 7             | Carlos Checa        | 1–11          |
| Team Ducati Alstare           | Ducati        | Ducati 1199 Panigale R | 12            | Javier Forés        | 14            |
| Team Ducati Alstare           | Ducati        | Ducati 1199 Panigale R | 51            | Michele Pirro       | 13            |
| Team Ducati Alstare           | Ducati        | Ducati 1199 Panigale R | 59            | Niccolò Canepa      | 5             |
| Team Ducati Alstare           | Ducati        | Ducati 1199 Panigale R | 59            | Niccolò Canepa      | 12            |
| Team Ducati Alstare           | Ducati        | Ducati 1199 Panigale R | 86            | Ayrton Badovini     | Todas         |
| Team Effenbert Liberty Racing | Ducati        | Ducati 1098R           | 8             | Mark Aitchison      | 2–4           |
| Next Gen Motorsports          | BMW           | BMW S1000RR            | 14            | Glenn Allerton      | 1, 12         |
| HTM Racing                    | BMW           | BMW S1000RR            | 18            | Ivan Clementi       | 1–3, 6        |
| BMW Motorrad GoldBet SBK      | BMW           | BMW S1000RR            | 19            | Chaz Davies         | Todas         |
| BMW Motorrad GoldBet SBK      | BMW           | BMW S1000RR            | 20            | Sylvain Barrier     | 14            |
| BMW Motorrad GoldBet SBK      | BMW           | BMW S1000RR            | 33            | Marco Melandri      | Todas         |
| Team Honda Racing             | Honda         | Honda CBR1000RR        | 21            | Jamie Stauffer      | 1             |
| Red Devils Roma               | Aprilia       | Aprilia RSV4 Factory   | 24            | Toni Elías          | 11–14         |
| Red Devils Roma               | Aprilia       | Aprilia RSV4 Factory   | 84            | Michel Fabrizio     | 1–10          |
| MR-Racing                     | Ducati        | Ducati 1199 Panigale R | 27            | Max Neukirchner     | 1–11, 14      |
| MR-Racing                     | Ducati        | Ducati 1199 Panigale R | 32            | Fabrizio Lai        | 13            |
| Grillini Dentalmatic SBK      | BMW           | BMW S1000RR            | 31            | Vittorio Iannuzzo   | Todas         |
| Grillini Dentalmatic SBK      | BMW           | BMW S1000RR            | 41            | Noriyuki Haga       | 7             |
| Althea Racing                 | Aprilia       | Aprilia RSV4 Factory   | 34            | Davide Giugliano    | Todas         |
| CMS-Eypbike Racing Team       | Kawasaki      | Kawasaki ZX-10R        | 35            | Tolga Uprak         | 11            |
| Kawasaki Racing Team          | Kawasaki      | Kawasaki ZX-10R        | 44            | David Salom         | 12–13         |
| Kawasaki Racing Team          | Kawasaki      | Kawasaki ZX-10R        | 66            | Tom Sykes           | Todas         |
| Kawasaki Racing Team          | Kawasaki      | Kawasaki ZX-10R        | 76            | Loris Baz           | 1–10          |
| Michael Jordan Motorsports    | Suzuki        | Suzuki GSX-R1000       | 45            | Danny Eslick        | 12            |
| Michael Jordan Motorsports    | Suzuki        | Suzuki GSX-R1000       | 54            | Roger Lee Hayden    | 12            |
| Aprilia Racing Team           | Aprilia       | Aprilia RSV4 Factory   | 50            | Sylvain Guintoli    | Todas         |
| Aprilia Racing Team           | Aprilia       | Aprilia RSV4 Factory   | 58            | Eugene Laverty      | Todas         |
| Mesaroli Transports A.S.      | Ducati        | Ducati 1098R           | 57            | Lorenzo Lanzi       | 13–14         |
| Pata Honda World Superbike    | Honda         | Honda CBR1000RR        | 65            | Jonathan Rea        | 1–10          |
| Pata Honda World Superbike    | Honda         | Honda CBR1000RR        | 72            | Kousuke Akiyoshi    | 4             |
| Pata Honda World Superbike    | Honda         | Honda CBR1000RR        | 84            | Michel Fabrizio     | 11–14         |
| Pata Honda World Superbike    | Honda         | Honda CBR1000RR        | 91            | Leon Haslam         | 1–3, 5–14     |
| Monster Energy Yamaha – YART  | Yamaha        | Yamaha YZF-R1          | 70            | Broc Parkes         | 14            |
| Yamaha Motor Deutschland      | Yamaha        | Yamaha YZF-R1          | 96            | Matěj Smrž          | 10            |
| Vanzon–Remeha–BMW             | BMW           | BMW S1000RR            | 121           | Markus Reiterberger | 10            |
| Sampiyon 169 Team             | BMW           | BMW S1000RR            | 169           | Yunus Erçelik       | 11            |

| Leyenda             | Leyenda |
| ------------------- | ------- |
| Piloto Titular      |         |
| Piloto Invitado     |         |
| Piloto de reemplazo |         |

## Calendario
| Ronda | Ronda | País           | Circuito                           | Fecha            | Superpole        | Vuelta Rápida     | Piloto Ganador    | Equipo Ganador             |
| ----- | ----- | -------------- | ---------------------------------- | ---------------- | ---------------- | ----------------- | ----------------- | -------------------------- |
| 1     | R1    | Australia      | Circuito de Phillip Island         | 24 de febrero    | Carlos Checa     | Michel Fabrizio   | Sylvain Guintoli  | Aprilia Racing Team        |
| 1     | R2    | Australia      | Circuito de Phillip Island         | 24 de febrero    | Carlos Checa     | Eugene Laverty    | Eugene Laverty    | Aprilia Racing Team        |
| 2     | R1    | España         | Motorland Aragón                   | 14 abril         | Tom Sykes        | Tom Sykes         | Chaz Davies       | BMW Motorrad GoldBet SBK   |
| 2     | R2    | España         | Motorland Aragón                   | 14 abril         | Tom Sykes        | Chaz Davies       | Chaz Davies       | BMW Motorrad GoldBet SBK   |
| 3     | R1    | Holanda        | TT Circuit Assen                   | 28 abril         | Tom Sykes        | Tom Sykes         | Tom Sykes         | Kawasaki Racing Team       |
| 3     | R2    | Holanda        | TT Circuit Assen                   | 28 abril         | Tom Sykes        | Eugene Laverty    | Eugene Laverty    | Aprilia Racing Team        |
| 4     | R1    | Italia         | Autodromo Nazionale Monza          | 12 de mayo       | Tom Sykes        | Tom Sykes         | Marco Melandri    | BMW Motorrad GoldBet SBK   |
| 4     | R2    | Italia         | Autodromo Nazionale Monza          | 12 de mayo       | Tom Sykes        | Marco Melandri    | Eugene Laverty    | Aprilia Racing Team        |
| 5     | R1    | Reino Unido    | Donington Park                     | 26 de mayo       | Tom Sykes        | Jonathan Rea      | Tom Sykes         | Kawasaki Racing Team       |
| 5     | R2    | Reino Unido    | Donington Park                     | 26 de mayo       | Tom Sykes        | Tom Sykes         | Tom Sykes         | Kawasaki Racing Team       |
| 6     | R1    | Portugal       | Autódromo Internacional do Algarve | 9 de junio       | Tom Sykes        | Eugene Laverty    | Marco Melandri    | BMW Motorrad GoldBet SBK   |
| 6     | R2    | Portugal       | Autódromo Internacional do Algarve | 9 de junio       | Tom Sykes        | Tom Sykes         | Eugene Laverty    | Aprilia Racing Team        |
| 7     | R1    | Italia         | Autodromo Enzo e Dino Ferrari      | 30 de junio      | Tom Sykes        | Tom Sykes         | Tom Sykes         | Kawasaki Racing Team       |
| 7     | R2    | Italia         | Autodromo Enzo e Dino Ferrari      | 30 de junio      | Tom Sykes        | Tom Sykes         | Tom Sykes         | Kawasaki Racing Team       |
| 8     | R1    | Rusia          | Moscow Raceway                     | 21 de julio      | Davide Giugliano | Chaz Davies       | Marco Melandri    | BMW Motorrad GoldBet SBK   |
| 8     | R2    | Rusia          | Moscow Raceway                     | 21 de julio      | Davide Giugliano | Carrera Cancelada | Carrera Cancelada | Carrera Cancelada          |
| 9     | R1    | Reino Unido    | Silverstone Circuit                | 4 de agosto      | Eugene Laverty   | Sylvain Guintoli  | Jonathan Rea      | Pata Honda World Superbike |
| 9     | R2    | Reino Unido    | Silverstone Circuit                | 4 de agosto      | Eugene Laverty   | Sylvain Guintoli  | Loris Baz         | Kawasaki Racing Team       |
| 10    | R1    | Alemania       | Nürburgring                        | 1 de septiembre  | Ayrton Badovini  | Tom Sykes         | Tom Sykes         | Kawasaki Racing Team       |
| 10    | R2    | Alemania       | Nürburgring                        | 1 de septiembre  | Ayrton Badovini  | Chaz Davies       | Chaz Davies       | BMW Motorrad GoldBet SBK   |
| 11    | R1    | Turquía        | Circuito de Estambul               | 15 de septiembre | Tom Sykes        | Tom Sykes         | Eugene Laverty    | Aprilia Racing Team        |
| 11    | R2    | Turquía        | Circuito de Estambul               | 15 de septiembre | Tom Sykes        | Eugene Laverty    | Eugene Laverty    | Aprilia Racing Team        |
| 12    | R1    | Estados Unidos | Mazda Raceway Laguna Seca          | 28 de septiembre | Sylvain Guintoli | Tom Sykes         | Tom Sykes         | Kawasaki Racing Team       |
| 12    | R2    | Estados Unidos | Mazda Raceway Laguna Seca          | 29 de septiembre | Sylvain Guintoli | Davide Giugliano  | Eugene Laverty    | Aprilia Racing Team        |
| 13    | R1    | Francia        | Circuit de Nevers Magny-Cours      | 6 de octubre     | Tom Sykes        | Tom Sykes         | Tom Sykes         | Kawasaki Racing Team       |
| 13    | R2    | Francia        | Circuit de Nevers Magny-Cours      | 6 de octubre     | Tom Sykes        | Tom Sykes         | Tom Sykes         | Kawasaki Racing Team       |
| 14    | R1    | España         | Circuito de Jerez                  | 20 de octubre    | Eugene Laverty   | Marco Melandri    | Eugene Laverty    | Aprilia Racing Team        |
| 14    | R2    | España         | Circuito de Jerez                  | 20 de octubre    | Eugene Laverty   | Tom Sykes         | Eugene Laverty    | Aprilia Racing Team        |

## Clasificaciones

### Clasificación de Pilotos
| Pos. | Piloto       | Moto     | AUS | AUS | ESP | ESP | NED | NED | ITA | ITA | GBR | GBR | POR | POR | ITA | ITA | RUS | RUS | GBR | GBR | ALE | ALE | TUR | TUR | USA | USA | FRA | FRA | ESP | ESP | Pts |
| Pos. | Piloto       | Moto     | R1  | R2  | R1  | R2  | R1  | R2  | R1  | R2  | R1  | R2  | R1  | R2  | R1  | R2  | R1  | R2  | R1  | R2  | R1  | R2  | R1  | R2  | R1  | R2  | R1  | R2  | R1  | R2  | Pts |
| ---- | ------------ | -------- | --- | --- | --- | --- | --- | --- | --- | --- | --- | --- | --- | --- | --- | --- | --- | --- | --- | --- | --- | --- | --- | --- | --- | --- | --- | --- | --- | --- | --- |
| 1    | Sykes        | Kawasaki | 5   | 5   | Ret | 3   | 1   | 2   | 2   | 3   | 1   | 1   | 3   | NC  | 1   | 1   | Ret | C   | 11  | 7   | 1   | 4   | 3   | 2   | 1   | 4   | 1   | 1   | 3   | 2   | 447 |
| 2    | Laverty      | Aprilia  | 2   | 1   | NC  | Ret | 4   | 1   | 3   | 1   | 7   | 3   | Ret | 1   | 3   | Ret | Ret | C   | 2   | 3   | 15  | 2   | 1   | 1   | 3   | 1   | 3   | 2   | 1   | 1   | 424 |
| 3    | Guintoli     | Aprilia  | 1   | 2   | 2   | 2   | 3   | 6   | 4   | 4   | 3   | 2   | 2   | 2   | Ret | 3   | 6   | C   | 4   | 6   | 4   | 5   | 4   | 3   | 5   | 5   | 2   | 3   | 4   | 3   | 402 |
| 4    | Melandri     | BMW      | Ret | 3   | 3   | 5   | Ret | 8   | 1   | 2   | 2   | 5   | 1   | 12  | 4   | 4   | 1   | C   | 9   | 9   | 2   | 3   | 2   | 4   | 4   | 3   | 5   | 7   | 2   | DNS | 359 |
| 5    | Davies       | BMW      | 4   | 17  | 1   | 1   | 7   | 5   | 5   | Ret | 8   | 6   | 6   | 5   | 6   | 5   | 2   | C   | 10  | Ret | 3   | 1   | 8   | 6   | 2   | Ret | Ret | 5   | 7   | 5   | 290 |
| 6    | Giugliano    | Aprilia  | Ret | 6   | Ret | 4   | 6   | Ret | 10  | 6   | 6   | 4   | Ret | 9   | 2   | Ret | Ret | C   | Ret | 15  | 5   | 6   | 5   | 9   | 6   | 2   | 4   | 4   | 6   | 11  | 205 |
| 7    | Fabrizio     | Aprilia  | 3   | 4   | 8   | 11  | 12  | 9   | 6   | 5   | 10  | 10  | 7   | 10  | 5   | 8   | 5   | C   | 14  | 11  | 6   | 8   |     |     |     |     |     |     |     |     | 188 |
| 7    | Fabrizio     | Honda    |     |     |     |     |     |     |     |     |     |     |     |     |     |     |     |     |     |     |     |     | 10  | 10  | 13  | 10  | 7   | Ret | 17  | 14  | 188 |
| 8    | Baz          | Kawasaki | 6   | Ret | 5   | 6   | 5   | 3   | 7   | 8   | 5   | 7   | 5   | 4   | 9   | 6   | 8   | C   | 5   | 1   | DNS | DNS |     |     |     |     |     |     |     |     | 180 |
| 9    | Rea          | Honda    | 8   | 8   | 4   | 15  | 2   | 4   | 8   | Ret | 4   | 11  | Ret | 3   | Ret | 2   | 4   | C   | 1   | 4   | Ret | DNS |     |     |     |     |     |     |     |     | 176 |
| 10   | Cluzel       | Suzuki   | 11  | 7   | 6   | 7   | 8   | Ret | 17  | Ret | 9   | 9   | 8   | 7   | Ret | 11  | 10  | C   | 6   | 2   | 8   | 14  | 7   | 7   | 7   | 6   | Ret | 14  | 11  | 8   | 175 |
| 11   | Camier       | Suzuki   | 9   | 9   | DNS | DNS | 9   | 7   | 9   | 7   | Ret | 13  | 4   | Ret | 7   | 7   | 9   | C   | 3   | 5   | Ret | DNS | DNS | DNS |     |     |     |     | 8   | 6   | 132 |
| 12   | Badovini     | Ducati   | DNS | DNS | 10  | 10  | 13  | 11  | 11  | 9   | 11  | Ret | Ret | 8   | 8   | 10  | 3   | C   | 8   | 8   | 9   | 7   | Ret | DNS | 9   | Ret | 9   | 10  | 13  | Ret | 130 |
| 13   | Haslam       | Honda    | 7   | 10  | 9   | 9   | DNS | DNS |     |     | DNS | DNS | Ret | DNS | 10  | 9   | Ret | C   | 7   | Ret | 7   | 13  | 9   | 8   | Ret | 11  | 8   | Ret | Ret | Ret | 91  |
| 14   | Neukirchner  | Ducati   | 10  | 11  | 11  | 12  | 11  | 12  | 12  | 10  | 14  | 12  | 13  | 11  | 12  | 13  | 7   | C   | 12  | 12  | Ret | 9   | DNS | DNS |     |     |     |     | 14  | 11  | 91  |
| 15   | Checa        | Ducati   | Ret | DNS | 7   | 8   | 10  | 10  | DNS | DNS | 12  | DNS | 9   | 6   | 11  | 12  | Ret | C   | 13  | 10  | 10  | 10  | DNS | DNS |     |     |     |     |     |     | 80  |
| 16   | Elías        | Aprilia  |     |     |     |     |     |     |     |     |     |     |     |     |     |     |     |     |     |     |     |     | 6   | 5   | 8   | 7   | Ret | 8   | 5   | 4   | 70  |
| 17   | Sandi        | Kawasaki | 16  | 14  | 12  | Ret | 16  | 14  | 15  | 13  | Ret | 14  | 10  | 13  | 13  | 14  | 11  | C   | 16  | 13  | Ret | Ret | 11  | 12  | 14  | Ret | 12  | 13  | 16  | 15  | 54  |
| 18   | Aitchison    | Ducati   |     |     | Ret | Ret | 15  | 15  | 16  | Ret |     |     |     |     |     |     |     |     |     |     |     |     |     |     |     |     |     |     |     |     | 46  |
| 18   | Aitchison    | Kawasaki |     |     |     |     |     |     |     |     |     |     |     |     |     |     |     |     | 15  | 14  | 11  | 11  | Ret | 11  | 10  | 13  | Ret | 12  | 10  | 9   | 46  |
| 19   | Iannuzzo     | BMW      | 17  | 16  | 14  | Ret | 17  | Ret | Ret | 12  | 15  | 16  | 11  | 15  | 14  | Ret | Ret | C   | 17  | 16  | 14  | 15  | 12  | 13  | 15  | 16  | 15  | Ret | NC  | Ret | 27  |
| 20   | Lanzi        | Ducati   |     |     |     |     |     |     |     |     |     |     |     |     |     |     |     |     |     |     |     |     |     |     |     |     | 10  | 9   | 15  | 7   | 23  |
| 21   | Salom        | Kawasaki |     |     |     |     |     |     |     |     |     |     |     |     |     |     |     |     |     |     |     |     |     |     | 11  | 9   | 11  | 11  |     |     | 22  |
| 22   | Clementi     | BMW      | 12  | Ret | 13  | 14  | 14  | 13  |     |     |     |     | 12  | 16  |     |     |     |     |     |     |     |     |     |     |     |     |     |     |     |     | 18  |
| 23   | Philippe     | Suzuki   |     |     |     |     |     |     |     |     |     |     |     |     |     |     |     |     |     |     |     |     |     |     |     |     | 13  | 6   |     |     | 13  |
| 24   | Canepa       | Ducati   |     |     |     |     |     |     |     |     | 13  | 8   |     |     |     |     |     |     |     |     |     |     |     |     | Ret | 15  |     |     |     |     | 12  |
| 25   | Lai          | Kawasaki |     |     |     |     |     |     | 13  | 11  |     |     |     |     |     |     |     |     |     |     |     |     |     |     |     |     |     |     |     |     | 11  |
| 25   | Lai          | Ducati   |     |     |     |     |     |     |     |     |     |     |     |     |     |     |     |     |     |     |     |     |     |     |     |     | 14  | 15  |     |     | 11  |
| 26   | Pirro        | Ducati   |     |     |     |     |     |     |     |     |     |     |     |     |     |     |     |     |     |     |     |     |     |     |     |     | 6   | Ret |     |     | 10  |
| 27   | Lundh        | Kawasaki | 13  | 15  | Ret | 13  | DNS | DNS |     |     | Ret | 15  | Ret | 14  | DNS | DNS |     |     |     |     |     |     |     |     |     |     |     |     |     |     | 10  |
| 28   | Hayden       | Suzuki   |     |     |     |     |     |     |     |     |     |     |     |     |     |     |     |     |     |     |     |     |     |     | Ret | 8   |     |     |     |     | 8   |
| 29   | Young        | Suzuki   |     |     |     |     |     |     |     |     |     |     |     |     |     |     |     |     |     |     |     |     |     |     | 12  | 12  |     |     |     |     | 8   |
| 30   | Forés        | Ducati   |     |     |     |     |     |     |     |     |     |     |     |     |     |     |     |     |     |     |     |     |     |     |     |     |     |     | 9   | Ret | 7   |
| 31   | Barrier      | BMW      |     |     |     |     |     |     |     |     |     |     |     |     |     |     |     |     |     |     |     |     |     |     |     |     |     |     | 12  | 13  | 7   |
| 32   | Reiterberger | BMW      |     |     |     |     |     |     |     |     |     |     |     |     |     |     |     |     |     |     | 13  | 12  |     |     |     |     |     |     |     |     | 7   |
| 33   | Allerton     | BMW      | 14  | 12  |     |     |     |     |     |     |     |     |     |     |     |     |     |     |     |     |     |     |     |     | 16  | 17  |     |     |     |     | 6   |
| 34   | Uprak        | Kawasaki |     |     |     |     |     |     |     |     |     |     |     |     |     |     |     |     |     |     |     |     | 13  | 14  |     |     |     |     |     |     | 5   |
| 35   | Parkes       | Yamaha   |     |     |     |     |     |     |     |     |     |     |     |     |     |     |     |     |     |     |     |     |     |     |     |     |     |     | 18  | 12  | 4   |
| 36   | Smrž         | Yamaha   |     |     |     |     |     |     |     |     |     |     |     |     |     |     |     |     |     |     | 12  | Ret |     |     |     |     |     |     |     |     | 4   |
| 37   | Stauffer     | Honda    | 15  | 13  |     |     |     |     |     |     |     |     |     |     |     |     |     |     |     |     |     |     |     |     |     |     |     |     |     |     | 4   |
| 38   | Erçelik      | BMW      |     |     |     |     |     |     |     |     |     |     |     |     |     |     |     |     |     |     |     |     | 14  | 15  |     |     |     |     |     |     | 3   |
| 39   | Eslick       | Suzuki   |     |     |     |     |     |     |     |     |     |     |     |     |     |     |     |     |     |     |     |     |     |     | Ret | 14  |     |     |     |     | 2   |
| 40   | Akiyoshi     | Honda    |     |     |     |     |     |     | 14  | Ret |     |     |     |     |     |     |     |     |     |     |     |     |     |     |     |     |     |     |     |     | 2   |
| 41   | Haga         | BMW      |     |     |     |     |     |     |     |     |     |     |     |     | 15  | 15  |     |     |     |     |     |     |     |     |     |     |     |     |     |     | 2   |
|      | Savadori     | Kawasaki |     |     |     |     |     |     |     |     |     |     |     |     |     |     | Ret | C   |     |     |     |     |     |     |     |     |     |     |     |     | 0   |
| Pos. | Piloto       | Moto     | AUS | AUS | ESP | ESP | NED | NED | ITA | ITA | GBR | GBR | POR | POR | ITA | ITA | RUS | RUS | GBR | GBR | ALE | ALE | TUR | TUR | USA | USA | FRA | FRA | ESP | ESP | Pts |

| Color     | Resultado                                                               |
| --------- | ----------------------------------------------------------------------- |
| Oro       | Ganador                                                                 |
| Plata     | 2.ª plaza                                                               |
| Bronce    | 3.ª plaza                                                               |
| Verde     | Finalizó en los puntos                                                  |
| Azul      | Finalizó sin puntos                                                     |
| Azul      | NC - No clasificado                                                     |
| Violeta   | Ret - No terminó (Carrera)                                              |
| Rojo      | DNQ - No se clasificó                                                   |
| Negro     | DSQ - Descalificado                                                     |
| Blanco    | DNS - No empezó (carrera)                                               |
| Blanco    | WD - Retirado (fin de semana)                                           |
| Blanco    | C - Carrera cancelada                                                   |
| Sin color | DNP - Inscrito pero no participó                                        |
| Sin color | INJ - Lesionado                                                         |
| Sin color | EX - Excluido                                                           |
| Estado    | Resultado                                                               |
| Negrita   | Pole position                                                           |
| Cursiva   | Vuelta rápida                                                           |
| †         | Abandona, pero clasifica al completar el porcentaje requerido para ello |

### Clasificación de Marcas
| Pos. | Marca    | AUS | AUS | ESP | ESP | NED | NED | ITA | ITA | GBR | GBR | POR | POR | ITA | ITA | RUS | RUS | GBR | GBR | ALE | ALE | TUR | TUR | USA | USA | FRA | FRA | ESP | ESP | Pts |
| Pos. | Marca    | R1  | R2  | R1  | R2  | R1  | R2  | R1  | R2  | R1  | R2  | R1  | R2  | R1  | R2  | R1  | R2  | R1  | R2  | R1  | R2  | R1  | R2  | R1  | R2  | R1  | R2  | R1  | R2  | Pts |
| ---- | -------- | --- | --- | --- | --- | --- | --- | --- | --- | --- | --- | --- | --- | --- | --- | --- | --- | --- | --- | --- | --- | --- | --- | --- | --- | --- | --- | --- | --- | --- |
| 1    | Aprilia  | 1   | 1   | 2   | 2   | 3   | 1   | 3   | 1   | 3   | 2   | 2   | 1   | 2   | 3   | 5   | C   | 2   | 3   | 4   | 2   | 1   | 1   | 3   | 1   | 2   | 2   | 1   | 1   | 550 |
| 2    | Kawasaki | 5   | 5   | 5   | 3   | 1   | 2   | 2   | 3   | 1   | 1   | 3   | 4   | 1   | 1   | 8   | C   | 5   | 1   | 1   | 4   | 3   | 2   | 1   | 4   | 1   | 1   | 3   | 2   | 501 |
| 3    | BMW      | 4   | 3   | 1   | 1   | 7   | 5   | 1   | 2   | 2   | 5   | 1   | 5   | 4   | 4   | 1   | C   | 9   | 9   | 2   | 1   | 2   | 4   | 2   | 3   | 5   | 5   | 2   | 5   | 443 |
| 4    | Suzuki   | 9   | 7   | 6   | 7   | 8   | 7   | 9   | 7   | 9   | 9   | 4   | 7   | 7   | 7   | 9   | C   | 3   | 2   | 8   | 14  | 7   | 7   | 7   | 6   | 13  | 6   | 8   | 6   | 243 |
| 5    | Honda    | 7   | 8   | 4   | 9   | 2   | 4   | 8   | Ret | 4   | 11  | Ret | 3   | 10  | 2   | 4   | C   | 1   | 4   | 7   | 13  | 9   | 8   | 13  | 10  | 7   | Ret | 17  | 14  | 236 |
| 6    | Ducati   | 10  | 11  | 7   | 8   | 10  | 10  | 11  | 9   | 11  | 8   | 9   | 6   | 8   | 10  | 3   | C   | 8   | 8   | 9   | 7   | Ret | DNS | 9   | 15  | 6   | 9   | 9   | 7   | 185 |
| 7    | Yamaha   |     |     |     |     |     |     |     |     |     |     |     |     |     |     |     |     |     |     | 12  | Ret |     |     |     |     |     |     | 18  | 12  | 8   |
| Pos. | Marca    | AUS | AUS | ESP | ESP | NED | NED | ITA | ITA | GBR | GBR | POR | POR | ITA | ITA | RUS | RUS | GBR | GBR | ALE | ALE | TUR | TUR | USA | USA | FRA | FRA | ESP | ESP | Pts |